# Hermes Hodolides
Hermes Hodolides (gr. Ερμής Χοντολίδης; ur. 15 września 1963 w Salonikach) – grecki aktor teatralny, telewizyjny i filmowy. Po kursie aktorskim w Salonikach, studiował malarstwo na Akademii Sztuki w Düsseldorfie, gdzie kształcił się jako scenograf. Współzałożyciel i dyrektor techniczny teatru Attis w Atenach. W operze mydlanej Lindenstraße, emitowanej na kanale Das Erste, w latach 1985-2020 grał Wasilija Sarikaki, zagorzałego karczmarza i właściciela restauracji „Akropolis” przy Lindenstrasse w Monachium.
Zamieszkał w Atenach.